# Бой у мыса Коли
Бой у мыса Коли (англ. Koli Point action) — боевое столкновение между подразделениями морской пехоты и армии США с одной стороны и армией Императорской Японии, с другой, в районе мыса Коли на Гуадалканале, произошедшее 3—12 ноября 1942 года в период Гуадалканальской кампании во время Второй мировой войны. Войсками США командовал Александер Вандегрифт, войсками Японии — Харукити Хякутакэ.
В этом бою морские пехотинцы из 7-го полка морской пехоты и солдаты 164-го пехотного полка под тактическим командованием Уильяма Рупертуса и Эдмунда Б. Себри атаковали скопление японских солдат, по большей части из 230-го пехотного полка под командованием Тосинари Сёдзи. Солдаты Сёдзи осуществляли переход в район мыса Коли после поражения японцев в сражении за Хендерсон-Филд в конце октября 1942 года.
В этом бою американские войска сделали попытку окружить и уничтожить войска Сёдзи. Несмотря на то, что подразделение Сёдзи понесло большие потери, он и большая часть его солдат смогли выйти из окружения и уйти вглубь Гуадалканала. Пока солдаты Сёдзи пытались добраться до японских позиций в другой части острова, они на протяжении всего пути подвергались атакам отряда рейдеров морской пехоты численностью в батальон.

## Предыстория

### Гуадалканальская кампания
7 августа 1942 года вооруженные силы союзников (по большей части США) высадились на Гуадалканале, Тулаги и Флоридских островах в архипелаге Соломоновых островов. Целью десанта было не дать использовать их для строительства японских баз, которые бы угрожали транспортным потокам между США и Австралией, а также создание плацдарма для кампании по изоляции главной японской базы в Рабауле и поддержка сухопутных сил союзников в Новогвинейской кампании. Гуадалканальская кампания продлилась шесть месяцев.
Неожиданно для японских войск на рассвете 8 августа их атаковали войска союзников под командованием генерал-лейтенанта Александера Вандегрифта, главным образом американская морская пехота, высадившаяся на Тулаги и ближайших небольших островах, а также у строящегося японского аэродрома у Лунга-Пойнт на Гуадалканале (позднее достроенного и названного Хендерсон-Филд). Авиация союзников, базировавшаяся на Гуадалканале, получила название «ВВС Кактуса» (CAF) по кодовому названию союзников Гуадалканала.

В ответ генеральный штаб вооружённых сил Японии отправил подразделения японской 17-й армии, корпус, базировавшийся в Рабауле, под командованием генерал-лейтенанта Харукити Хякутакэ, с приказом вернуть контроль над Гуадалканалом. Подразделения японской 17-й армии начали прибывать на Гуадалканал 19 августа.

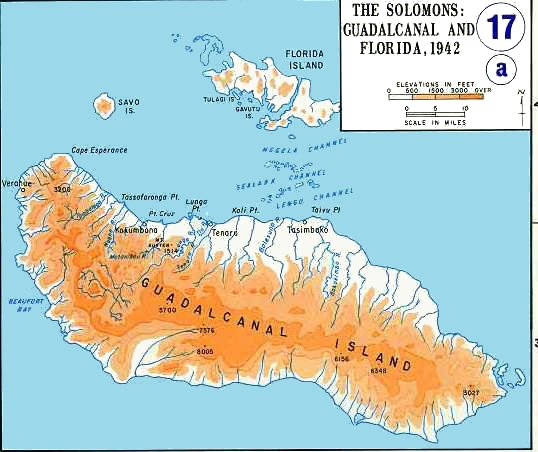
Карта Гуадалканала и близлежащих островов. Матаникау/мыс Крус и мыс Лунга расположены в северо-западной части острова(вверху слева).

Из-за угрозы со стороны авиации CAF, базировавшейся на Хендерсон-Филд, японцы не могли использовать крупные медленные транспортные суда для доставки солдат и вооружения на остров. Вместо этого они использовали главным образом легкие крейсеры и эскадренные миноносцы 8-го японского флота под командованием Гунъити Микавы, которые обычно успевали сделать рейс через пролив Слот к Гуадалканалу и обратно за одну ночь, таким образом минимизируя угрозы воздушных атак. Однако таким способом было возможно доставлять только солдат без тяжёлого вооружения и припасов, в том числе без тяжёлой артиллерии, автомобилей, достаточных запасов пищи, а только то, что солдаты могли унести на себе. Кроме того, эсминцы были нужны для охраны обычных конвоев. Эта скоростная доставка военными кораблями имела место в течение всей кампании на Гуадалканале и получила название «Токийский экспресс» у союзников и «Крысиная транспортировка» у японцев.
Первая попытка японцев отбить Хендерсон-Филд силами подразделения численностью 917 человек закончилось неудачей 21 августа в бою у реки Тенару. Следующая попытка была предпринята 12—14 сентября силами 6000 солдат под командованием генерал-майора Киётакэ Кавагути, она закончилась поражением в битве за хребет Эдсона. После поражение на хребте Эдсона Кавагути и его солдаты отошли на запад к реке Матаникау на Гуадалканале.
В то время, когда японские войска перегруппировывались, американцы сосредоточились на укреплении позиций по периметру Лунга. 18 сентября американский морской конвой доставил 4157 солдат 3-й Временной бригады морской пехоты (7-й полк морской пехоты США) на Гуадалканал. Эти подкрепления позволили Вандегрифту, начиная с 19 сентября, организовать непрерывную линию обороны по периметру Лунга.
Генерал Вандегрифт и его штаб были уверены, что солдаты Кавагути отступили на запад от реки Матаникау и многочисленные группы отставших солдат находятся на территории между периметром Лунга и рекой Матаникау. Поэтому Вандегрифт решил провести ряд операций небольшими подразделениями в районе реки Матаникау.

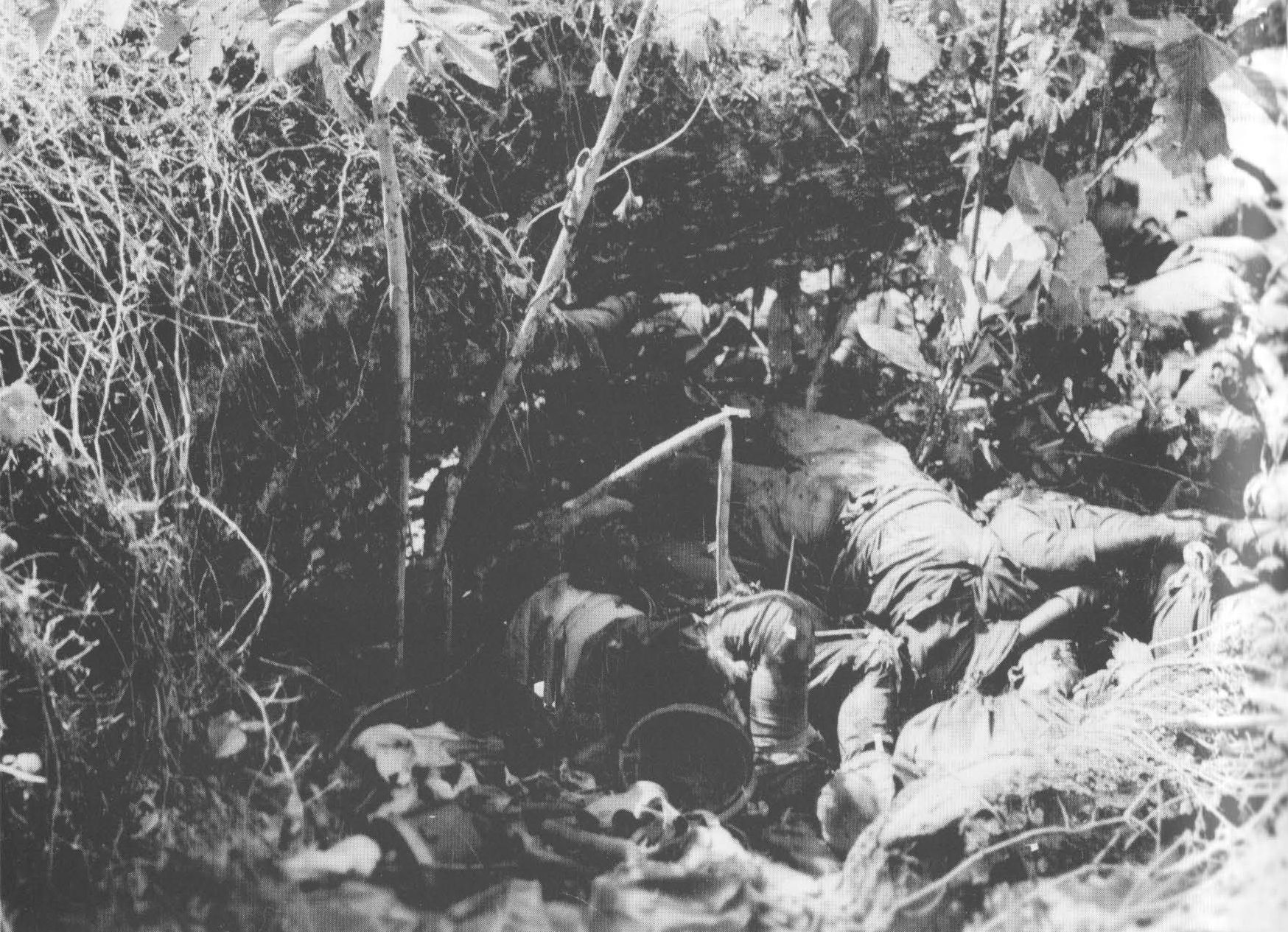
Мёртвые солдаты японского 2-го батальона 4-го пехотного полка лежат в ущелье, убитые миномётным и стрелковым оружием морской пехоты США, 9 октября 1942 года

Первая операция американской морской пехоты против японских войск к западу от Матаникау, проходившая 23—27 сентября 1942 года силами трёх батальонов, была отражена солдатами Кавагути под командованием полковника Акиносукэ Оки. Во второй операции 6—9 октября крупные силы морской пехоты успешно пересекли реку Матаникау, атаковали недавно прибывшие японские войска из 2-й (Сэндай) пехотной дивизии под командованием генералов Масао Маруямы и Юмио Насу, и нанесли большой урон японскому 4-му пехотному полку. В результате второй операции японцы покинули свои позиции на восточном берегу Матаникау и отступили.
В то же самое время генерал-майор Миллард Ф. Хармон, командующий американской армией в Южной части Тихого океана, убедил вице-адмирала Роберта Л. Гормли, командующего силами союзников в южной части Тихого океана, что американская морская пехота на Гуадалканале нуждается в немедленных подкреплениях для успешной обороны острова от следующего японского наступления. В результате 13 октября морской конвой доставил 2837 солдат из 164-го пехотного полка, подразделения Северная Дакота Национальной гвардии армии США, входившего в дивизию Америкал армии США, на Гуадалканал.

### Битва за Хендерсон-Филд
С 1 по 17 октября японцы перебросили 15 000 солдат на Гуадалканал, увеличив численность контингента Хякутакэ до 20 000, в рамках подготовки наступления на Хендерсон-Филд. После потери позиций на восточном берегу Матаникау японцы решили, что атаковать оборонительные позиции США вдоль берега будет предельно сложно. Поэтому Хякутакэ решил, что главное направление удара должно быть к югу от аэродрома Хендерсон-Филд. Его 2-я дивизия (укреплённая одним полком 38-й дивизии) под командованием генерал-лейтенанта Масао Маруямы, насчитывающая 7000 солдат в трёх пехотных полках, состоявших их трёх батальонов каждый получила приказ перейти через джунгли и атаковать американские оборонительные позиции к югу недалеко от восточного берега реки Лунга. Чтобы отвлечь внимание американцев от запланированной атаки с юга, тяжёлая артиллерия Хякутакэ и пять батальонов пехоты (около 2900 человек) под командованием генерал-майора Тадаси Сумиёси должны были атаковать американские позиции с западной стороны вдоль прибрежного коридора.

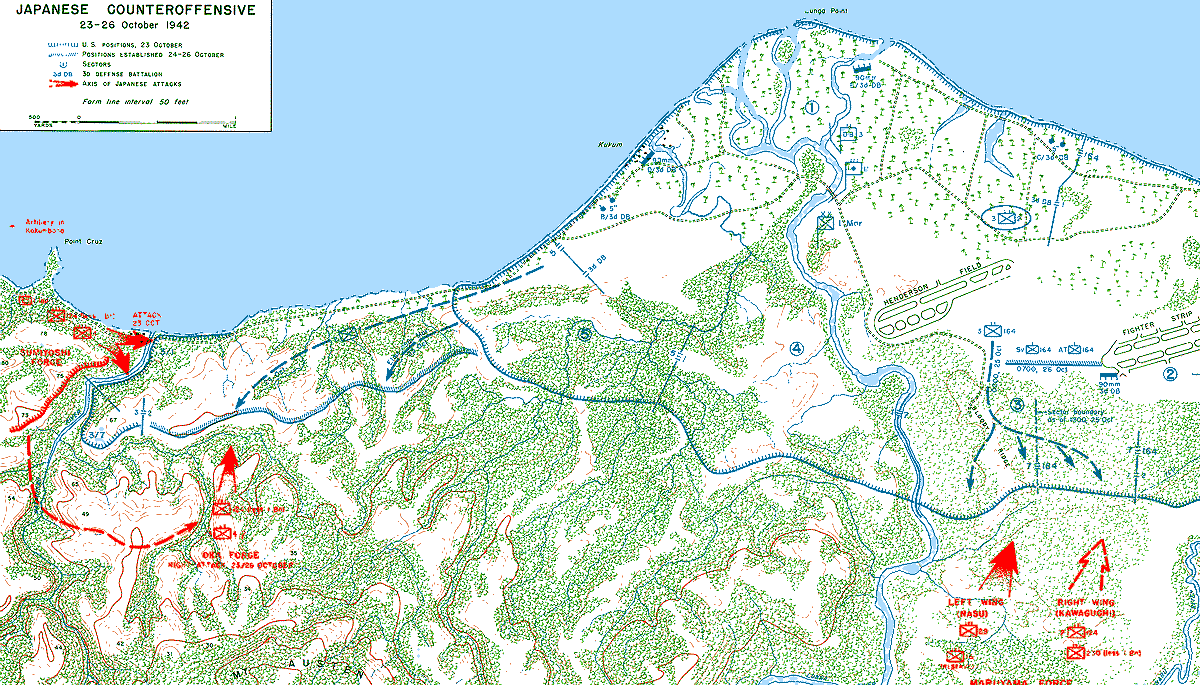
Карта сражения 23-26 октября. Войска Сумиёси атаковали с запада от Матаникау (слева), в то время как 2-я дивизия Маруямы атаковала периметр Лунга с юга (справа)

23 октября силы Маруямы прошли через джунгли и достигли американских оборонительных позиций. Кавагути по своей инициативе начал отводить правое крыло к востоку, рассчитывая, что американская оборона там будет слабее. Маруяма через одного из своих офицеров приказал Кавагути придерживаться первоначального плана наступления. После этого Кавагути был отстранён от командования и замещён полковником Тосинари Сёдзи, командиром 230-го пехотного полка. Вечером, осознав, что силы левого и правого флангов всё ещё не добрались до американских позиций, Хякутакэ перенёс начало атаки на 19:00 24 октября. Американцы оставались в полном неведении о приближении войск Маруямы.
Вечером 24 октября солдаты Маруямы дошли до американского оборонительного периметра вокруг мыса Лунга. Начиная с 24 октября в течение двух последующих ночей силы Маруямы провели многочисленные безрезультатные фронтальные атаки на позиции, которые защищали бойцы 1-го батальона 7-го полка морской пехоты под командованием подполковника Чести Пуллера и 3-го батальона 164-го пехотного полка под командованием полковника Роберта Холла. Ружейный, пулемётный, миномётный, артиллерийский огонь и картечь из 37-мм противотанковых пушек «устроили ужасную резню» среди японцев. Более 1500 солдат Маруямы погибли во время атак, тогда как американцы потеряли только 60 человек убитыми. Подразделения правого крыла Сёдзи не принимали участия в атаках, вместо этого они прикрывали правый фланг Насу от возможных атак американских солдат, однако эта угроза так и не материализовалась.

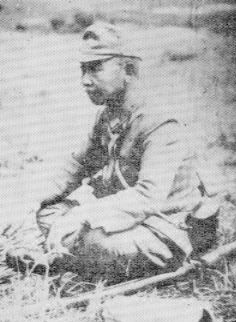
Японский полковник Тосинари Сёдзи

В 08:00 26 октября Хякутакэ отменил наступление и приказал своим солдатам отступить. Уцелевшие солдаты левого крыла Маруямы и дивизионного резерва получили приказ отступать к западу от реки Матаникау, а правого крыла Сёдзи — к мысу Коли в 13 милях (21 км) к востоку от реки Лунга.
Для поддержки подразделений правого крыла (получившего название Подразделение Сёдзи), совершающего переход к мысу Коли, японцы выслали «Токийский экспресс», который прибыл ночью 2 ноября и высадил 300 свежих солдат входивших первоначально в отдельную роту 230-го пехотного полка, две горные пушки, продовольствие и боеприпасы у мыса Коли. Американская разведка перехватила радиопереговоры об этой высадке и командование морской пехоты на Гуадалканале предприняло попытку воспрепятствовать этой высадке. Так как многие американские подразделения были отправлены для участия в операции на западном берегу Матаникау, Вандегрифт мог выделить только один батальон. 2-й батальон 7-го пехотного полка (2/7) под командованием подполковника Германа Х. Ханнекена был отправлен на восток от мыса Лунга в 06:50 2 ноября и достиг мыса Коли после наступления темноты в тот же самый день. После форсирования реки Метапона в её устье, Ханнекен развернул свои войска вдоль леса лицом к морю и стал дождаться прибытия японских кораблей.

## Ход боя
Рано утром 3 ноября пять японских эсминцев прибыли к мысу Коли и начали выгружать свои грузы и солдат в 1000 ярдах (914 м) к востоку от батальона Ханнекена. Силы Ханнекена были хорошо замаскированы, они предприняли напрасную попытку сообщить в штаб по радио о японской выгрузке. В темноте, после того как японский патруль обнаружил морских пехотинцев, обе стороны вступили в бой с миномётным, пулемётным и ружейным огнём. Немного позднее японцы открыли огонь из двух выгруженных ночью горных пушек. Ханнекен всё ещё не мог выйти на связь со штабом и вызвать помощь, его солдаты несли большие потери, а боеприпасы заканчивались, поэтому он принял решение отступить. Батальон Ханнекена отступил, перейдя реки Метапону и Налимбиу на 5 000 ярдов (4 572 м.) западнее, где Ханнекен наконец смог связаться со своими командирами в 14:45 и доложить о создавшейся ситуации.

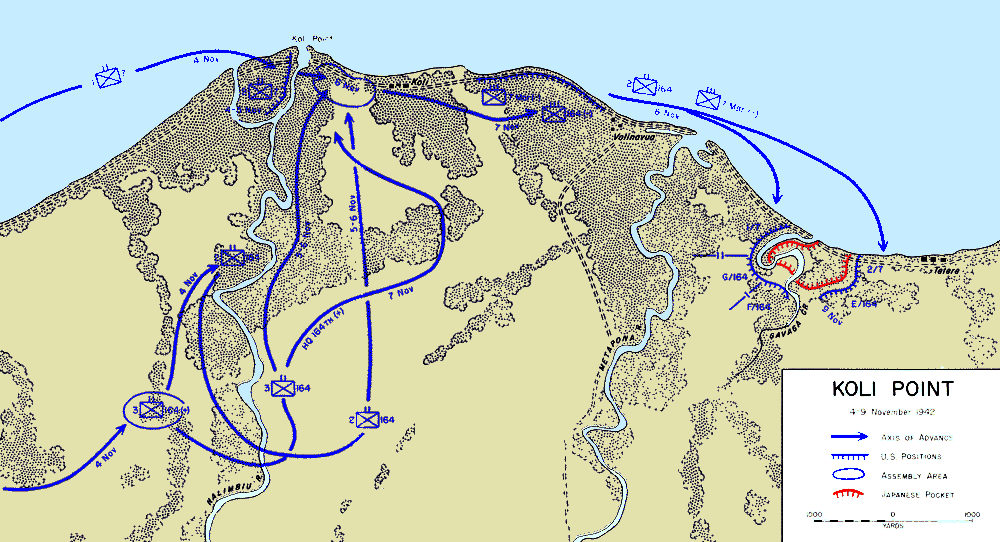
Карта боя у мыса Коли, 4-9 ноября

Кроме доклада Ханнекена о численности японских войск у мыса Коли штаб Вандегрифта уже располагал захваченным японским документом о плане высадки и оставшейся части 38-й дивизии у мыса Коли для атаки оборонительного периметра морской пехоты у мыса Лунга с востока. Несмотря на то, что японцы уже отказались от этого плана, Вандегрифт решил, что угрозу со стороны мыса Коли надо отразить немедленно. Поэтому он приказал большей части подразделений морской пехоты, которые наступали на запад от Матаникау, вернуться к мысу Лунга. Батальон Пуллера (1/7) получил приказ готовиться к переходу к мысу Коли на катерах. 2-й и 3-й батальоны 164-го пехотного полка (2/164 и 3/164) приготовились к переходу к реке Налимбиу пешком. 3-й батальон 10-го полка морской пехоты начал переход с 75-мм гаубицами через реку Илу для оказания необходимой артиллерийской поддержки. Бригадный генерал морской пехоты Уильям Рупертус был назначен командующим операцией.
В то время, когда американцы производили мобилизацию своих сил, Сёдзи и его солдаты начали прибывать к мысу Коли к востоку от реки Матапона у бухты Гавага. Позже в этот жа день 31 самолёт ВВС «Кактуса» атаковал солдат Сёдзи, в результате чего около 100 из них были убиты или ранены. Некоторые из самолётов Кактуса ошибочно атаковали солдат Ханнекена, что привело среди морской пехоты к потере нескольких человек ранеными и убитыми.

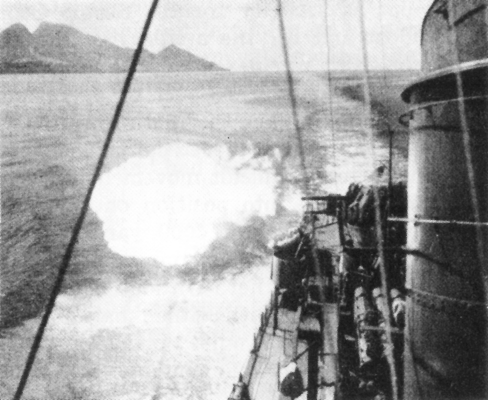
Огонь эскадренного миноносца США по японским позициям недалеко от побережья Гуадалканала

Утром 4 ноября в 06:30 солдаты 164-го пехотного полка начали переход к мысу Коли. Примерно в то же самое время Рупертус и батальон Пуллера высадились у мыса Коли у устья реки Налимбиу. Рупертус решил подождать армейские подразделения до начала атаки сил Сёдзи. Из-за жары, высокой влажности и труднопроходимой местности солдаты 164-го полка не успевали сделать весь переход длиной 7 миль (11 км) до Налимбиу до наступления сумерек. В то же самое время крейсеры Флота США Хелена, Сан-Франциско и эсминец Стеретт провели бомбардировку позиций Сёдзи, убив многих офицеров и солдат 9-й и 10-й рот 230-го пехотного полка.
Утром 5 ноября Рупертус приказал солдатам 164-го пехотного полка перейти на восточный берег Налимбиу, чтобы окружить с фланга любые японские войска, с которыми мог встретиться батальон Пуллера. Два батальона перешли реку в 3 500 ярдах (3200 м) в глубине острова и вернулись на север, чтобы продолжить продвижение по восточному берегу. Солдаты 16-го полка обнаружили нескольких японцев, но продвигались очень медленно по труднопроходимой местности и остановились недалеко от берега на ночь. В тот же день японские солдаты, которые высадились с эсминцев 3 ноября, встретились и присоединились к подразделению Сёдзи.
На следующий день батальон Пуллера форсировал Налимбиу, а солдаты 164-го полка возобновили движение по направлению к берегу. 7 ноября подразделения морской пехоты и армии соединились с подразделениями на берегу и направились на восток к точке в 1 миле (2 км) к западу от Метапоны, где они окопались возле берега в связи с информацией о Токийском экспрессе, который отправился на Гуадалканал и мог перевозить подкрепления к Коли ближайшей ночью. Японцы, однако, успешно разгрузили подкрепления в другом месте Гуадалканала этой ночью и эти подкрепления не имели отношения к боевым действиям у мыса Коли.

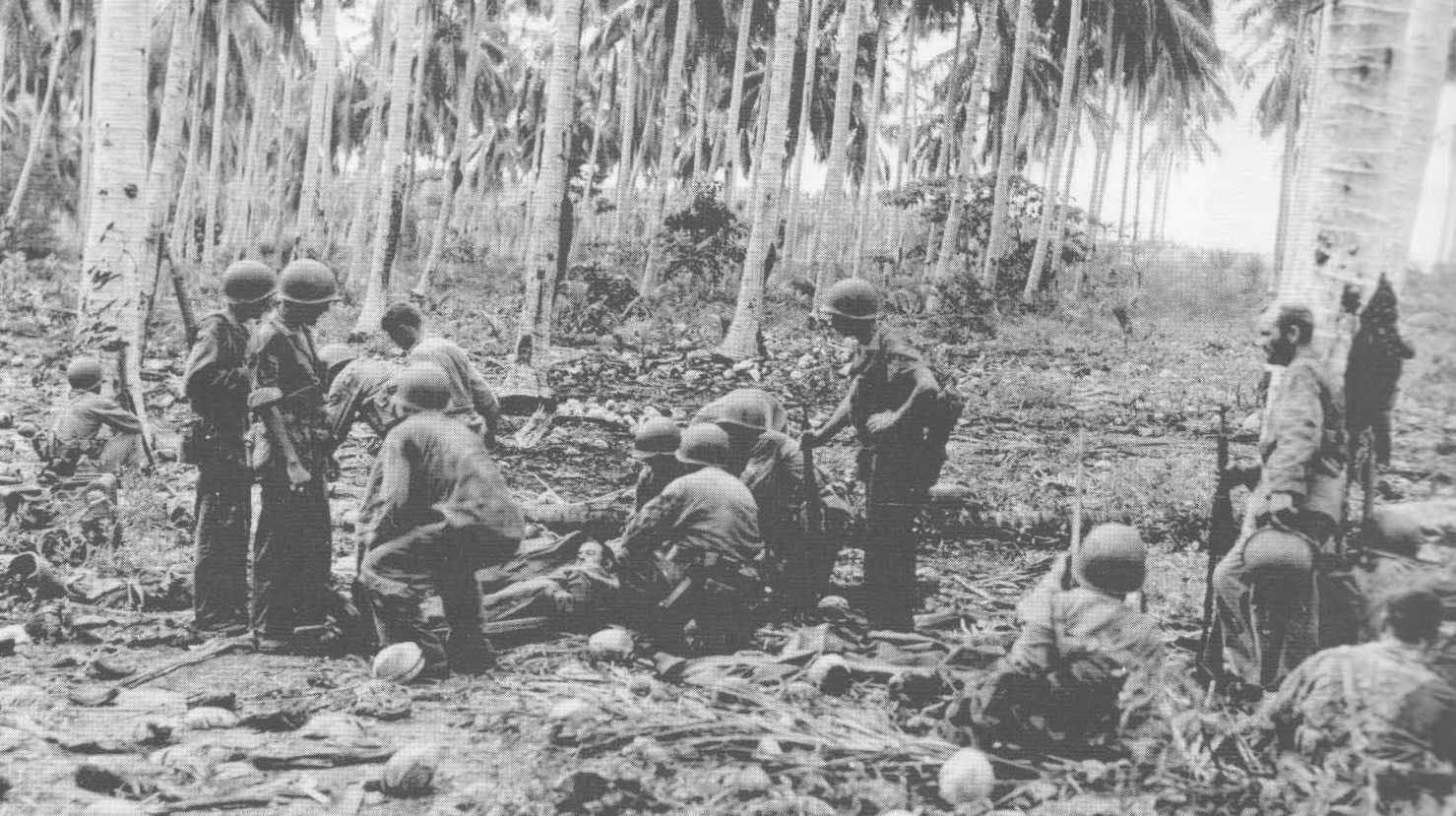
Раненым американским солдатам оказывается помощь и готовится эвакуация во время операции

Тем временем Хякутакэ приказал Сёдзи оставить свои позиции у мыса Коли и присоединиться к японским силам у Кокумбоны в районе Матаникау. Для прикрытия отступления большой отряд Сёдзи окопался и приготовился к обороне позиций у бухты Гавага у деревни Тетере на расстоянии около 1 мили (2 км) к востоку от Метапоны. Две горные пушки, выгруженные 3 ноября, вместе с миномётами поддерживали постоянную плотность огня по наступающим американцам. 8 ноября батальоны Пуллера и Ханнекена и солдаты 164-го пехотного полка попытались окружить солдат Сёдзи, подойдя к бухте Гавага по суше с запада и высадившись с катеров у Тетере с востока. В дневном бою Пуллер несколько раз был ранен и эвакуирован. Рупертус, который страдал от тропической лихорадки, передал командование операцией бригадному генералу армии США Эдмунду Себри.
9 ноября американские войска продолжили свои попытки окружить войска Сёдзи. К западу от бухты Гавага батальоны 1/7 и 2/164 расширили свои позиции вглубь острова вдоль бухты, а 2/7 и остальные солдаты 164-го пехотного полка заняли позиции с восточной стороны от позиций Сёдзи. Американцы начали сжимать окружение, подвергая врага непрерывной бомбардировке с воздуха и обстрелам из артиллерийских орудий и миномётов. Брешь, тем не менее, оставляла путь отхода по болотистой бухте на юг от американских позиций, предполагалось, что её закроет батальон 2/164. Двигаясь по этому маршруту, солдаты Сёдзи стали выходить из окружения.
Американцы закрыли брешь в своих линиях 11 ноября, но к тому времени Сёдзи и от 2000 до 3000 его солдат ушли на юг в джунгли. 12 ноября войска Себри окончательно заняли позиции врага и убили всех оставшихся в окружении японских солдат. Американцы насчитали 450—475 японских тел на поле боя и захватили большую часть тяжёлого вооружения Сёдзи и провизии. Американские потери в этой операции составили 40 убитыми и 120 ранеными.

## После боя

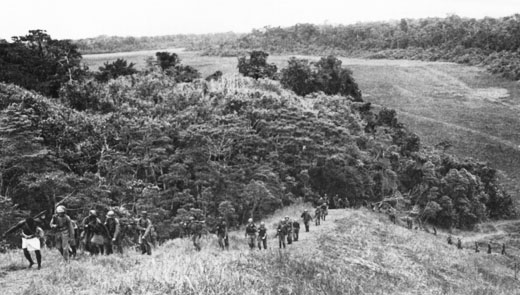
2-й рейдерский батальон морской пехоты, ведомый разведчиками из местных жителей, преследует силы Сёдзи

Войска Сёдзи начали свой переход к основным силам японских войск к западу от реки Матаникау, а 2-й рейдерский батальон морской пехоты под командованием подполковника Эванса Карлсона, который охранял строящийся аэродром у залива Эола в 30 милях (48 км) к востоку от мыса Коли, был отправлен на преследование отступающих. В течение следующего месяца с помощью местных проводников рейдеры Карлсона постоянно атаковали отступающие части и отдельных солдат сил Сёдзи, убив почти 500 из них. Кроме того, недостаток пищи и тропические болезни свалили многих из солдат Сёдзи. К тому моменту, когда японцы достигли мыса Лунга, что составляло примерно полпути до Матаникау, осталось только 1 300 солдат от главных сил Сёдзи. Несколькими днями позже, когда Сёдзи подошёл к позициям 17-й армии к западу от реки Матаникау, с ним были только 700—800 уцелевших солдат. Оставшиеся в живых солдаты Сёдзи позже приняли участие в боях за гору Остин, Скачущая Лошадь и Морской Конёк в декабре 1942 года и январе 1943 года.
Говоря у боях у мыса Коли, американский сержант (впоследствии бригадный генерал) Джон Е. Станнард, который служил в 164-м полку, отмечал, что бой у мыса Коли был «наиболее сложным сухопутным сражением, не считая первоначальной высадки на остров, из тех, которые американцы проводили на Гуадалканале к этому времени.» Он добавлял, «Американцы продолжали учиться наступательным операциям против японцев, которые были намного более сложными и трудными, чем отражение банзай-атак». Американцы позже отказались от строительства аэродрома у Эолы. Вместо этого строительные подразделения от Эолы были переброшены к мысу Коли, где они начали строительство вспомогательного аэродрома 3 декабря 1942 года.
Следующая крупная попытка доставить подкрепления на остров провалилась в ходе морского сражения за Гуадалканал, что привело к тому, что Сёдзи и его солдаты оставшуюся часть кампании провели в обороне на позициях западнее Матаникау. Несмотря на то, что большая часть солдат Сёдзи смогла уйти с мыса Коли, японцы не смогли сохранить свои позиции на Гуадалканале и даже в приемлемом объёме доставлять новые подкрепления и снабжение, что в конечном счёте привело к тому, что японцы не смогли отбить Хендерсон-Филд и были вынуждены оставить остров.

### Интернет-публикации
- Anderson, Charles R. Guadalcanal (неопр.). — en:United States Army Center of Military History, 1993. — (The U.S. Army Campaigns in World War II).
- Hough, Frank O.; Ludwig, Verle E., and Shaw, Henry I., Jr.: . Pearl Harbor to Guadalcanal. History of U.S. Marine Corps Operations in World War II. Дата обращения: 16 мая 2006. Архивировано 20 августа 2011 года.
- Miller, John Jr. Guadalcanal:  The First Offensive (неопр.). — United States Army in World War II. — Washington, D.C.: en:United States Army Center of Military History, 1995.
- Shaw, Henry I. First Offensive:  The Marine Campaign For Guadalcanal. Marines in World War II Commemorative Series (1992). Дата обращения: 25 июля 2006. Архивировано 19 февраля 2012 года.
- Zimmerman, John L. The Guadalcanal Campaign. Marines in World War II Historical Monograph (1949). Дата обращения: 4 июля 2006. Архивировано 19 февраля 2012 года.